# Bemlos callistemon
Bemlos callistemon is een vlokreeftensoort uit de familie van de Aoridae. De wetenschappelijke naam van de soort is voor het eerst geldig gepubliceerd in 2005 door Myers.